# Lionello Venturi
Lionello Venturi (Mòdena, 25 d'abril de 1885 - Roma, 14 d'agost de 1961), va ser un pensador, crític i historiador de l'art italià, professor a la Universitat de Torí. Va ser especialista en l'art del renaixement. El 1936 va publicar la seva famosa History of Art Criticism, que seria traduïda primer al francès el 1938 (Histoire de la critique d'Art) i a l'italià el 1945.

## Biografia
Lionello Venturi va estudiar primària a E.Q Visconti di Roma i el 1907 es va graduar en Arts a la ciutat de Roma. Entre el 1909 i 1910 va ocupar el càrrec d'inspector a les Galeries de Venècia. Entre el 1911 i 1912 va esdevenir l'inspector de la Galeria Borghese. Ja el 1911 era docent en història de l'art medieval i moderna a Pàdua, tot i que, va ser ràpidament transferit a Roma. Durant el 1914 i el 1915 va ser director de la Galeria Nacional d'Urbino i en aquest mateix any va començar la docència a la Universitat de Torí on va ser nomenat professor extraordinari.
Amb l'entrada de la guerra es va oferir voluntari per lluitar. En una de les disputes va ser ferit a l'ull dret i degut a aquest motiu va rebre una medalla al valor militar. Va ser donat de baixa el 1917. El 1919 va tornar a ser professor de la Universitat de Torí on va ensenyar fins al 1931 perquè va rebutjar prestar jurament de fidelitat al feixisme, igual que dotze docents universitaris, i va perdre la càtedra.
Va emigrar llavors a París, on es va estar fins al 1939 i es va relacionar al nucli antifeixista de Justícia i Llibertat (Giustizia e Libertà), i després va marxar a Nova York fins al 1944 on es va unir als gerents a “Mazzini Societat” fundada per Gaetano Salvemini juntament amb Giuseppe Antonio Borgese, Randolfo Pacciardi, Aldo Garosci, Carlo Sforza, Alberto Tarchiani i Max Ascoli. Allà va fer classes a la Universitat de Nova York, a la Universitat Johns Hopkins de Baltimore (1940), a la Universitat de Califòrnia a Berkeley (1941), a la Universitat de Mèxic (1942) i a l'École libre des hautes études de Nova York (1943).
Un cop acabada la II Guerra Mundial, va retornar a Roma per ensenyar a la Sapienza fins a la seva jubilació el 1955. Entre els seus alumnes hi hagué: Giulio Carlo Argan, Cesare Brandi, Valentino Martinelli, Maurizio Calvesi, Nello Ponente, Enrico Crispolti, Eugenio Battisti, Luigi Grassi, Creigthon E. Gilbert. A la Sapienza es conserva l'important Arxiu de Lionello Venturi, donat per la família el 1996. Un cop retirat, encara va fer una visita a Amèrica per a les Bampton Lectures de la Universitat de Colúmbia.

## Pensament
L'obra més important de Lionello Venturi és la seva History of Art Criticism (Història de la Crítica de l'Art), publicada el 1936 on defineix millor el seu pensament artístic i proposa un nou mètode per analitzar i fer la crítica d'una obra d'art. El mètode que proposa Venturi es basa en l'ànalisi de la producció textual que pot motivar l'obra d'un artista per tal de veure quines van ser contemporàneas a l'obra i també les posteriors. També parla de la importància de conèixer l'experiencia vital dels artistes per tal d'entendre del tot la seva obra que Venturi entén com un reflexe de les seves vivències. Per tant, era també necessari l'anàlisi del context de l'artista que també el determinava i l'influenciava. Només a partir de l'obtenció d'aquestes dades es podia començar a fer una crítica o un estudi d'una obra d'art concreta.
Deu anys abans, el 1926, va publicar Il gusto dei primitivi on ja comença a establir el seu mètode amb el concepte de "gust" entès com les preferències de cada artista en concret, ja que critica les categories de la història de l'art que considera efímeres. Defensa que allò més important és conèixer el pensament del propi artista tot i que també té en compte que molts artistes estaven condicionats pels seus patrons.
Per a Veturi la tradició influencia al pintor i aquest pintor amb la seva creativitat crea obres artístiques que són les que canviaran en el futur la tradició. D'aquí la importància que dona Venturi a la creativitat i a la imaginació de l'artista que entén com a geni creador. Cada element que l'artista escull per duu a terme la seva obra (la tècnica, la perspectiva, la tendencia a la figuració o a l'abstracció, l'adequació o no als gustos de l'època, etc.) s'analitza per determinar el "gust" de l'artista i coneixent aquestes preferències podem començar a fer una crítica de l'art. Allò que analitza la història de l'art són dades i interpretacions però aquesta història de l'art emet unes lleis generals per escoles o períodes determinats que no serveixen per a tots els artistes. Per aquesta raó Venturi defensa que la crítica de l'art complementa a la història de l'art, ja que treballa més la singularitat de l'artista, en especial la seva intenció creativa i així l'obra no queda reduïda a l'estudi de la tècnica o d'altres elements que poden ser ornamentals o secundaris per la crítica. Així considera que la història de l'art i la crítica de l'art es complementen, ja que la història de l'art necessita un judici crític de a obra per realitzar una anàlisi completa. El punt de partida primordial ha de ser doncs la pròpia obra, font de la inspiració primogènita pel crític.

### El concepte "gust"
Lionello Venturi va introduir el concepte “gust” en el títol d'un dels seus llibres més destacats anomenat El gust dels primitius. La novetat estava en el concepte, no en la paraula: taste, gust, era un terme freqüent en la crítica il·luminista, indicava les preferències o les opcions de l'artista tant en l'àmbit de naturalesa com en el de l'art, opcions que no arribaven per un procés racional sinó per una espècie d'inclinació o instint natural, de la mateixa manera que, en l'ordre moral, no es reconeix el bé per mitjà de la lògica sinó per un impuls intern. El mateix passa amb el terme “bellesa” en l'estètica. El “gust” en la definició que ens dona Venturi, era un conjunt de preferències o opcions però en l'àmbit cultural de manera generalitzada, ja que tot artista és home del seu temps però també d'una cultura específicament artística. Això vol dir que es pot dir que la línia està en el gust de Botticelli, la forma plàstica en el de Rafael, el color en el de Tiziano. Lionello Venturi especifica que el gust és allò que uneix als artistes i ens permet classificar-los en èpoques i escoles, i l'art és allò que distingeix entre ells.

## Ideologia política
En els llibres de Lionello Venturi veiem reflectida la seva passió i la seva reacció cap a la polèmica situació cultural que vivia Itàlia. Les insistents referències a Hegel, els motius ètics i religiosos de Shlegel, de Wackenroder, de Ruskin, demostra que Venturi aspirava a impulsar la cultura italiana. Seguia doncs una tendència neoromàntica. Amb la seva intuïció política, Venturi va arribar a la conclusió que a l'art italià li havia faltat aprofondir més en el romanticisme. Per aquesta raó estava decidit a duu a terme un debat entre el classicisme i el romanticisme. En el moment en què va escriure El gust dels primitius Itàlia va imposar un classicisme oportunista i nacionalista. Això significava que el crític d'art havia d'estar a favor de l'art contemporani. Lionello Venturi estava convençut que el segle xix, i en particular el seu últim terç, havia estat el període de la lluita per l'autonomia de l'art.
En la lluita per la independència d'Itàlia en el segle xix es podia veure l'esperit dels grans conflictes europeus per la llibertat política i sindical.
Venturi volia passar de l'àmbit nacional a l'europeu i per duu a terme això el camí que va seguir va ser defensar l'impressionisme. Per a Venturi era l'única forma per oposar-se a l'art contemporani italià que li era obligat defensar com a crític i historiador de l'art a la vida política i cultural italiana.

## Obres
- Giorgione e il giorgionismo, Roma: 1913. És un dels primers i un dels més importants assajos. Lionello Venturi es va enfrentar al problema de la reconstrucció de les obres de Giorgione, partint de les poques indicacions de Michiel. Aquí podem veure que Giorgione va ser un personatge molt important d'una cultura.[9]

- La critica e l'art di Leonardo da Vinci, Torí: 1919. Lionello Venturi es plantejava si es podien separar les ideas de l'artistes amb les ideas del científic. El llibre s'estructura a partir de les bases teòriques de l'art de Leonardo, pasan per aquelles que definien la seva visió natural i les seves preferenices artístiques, fins a arribar a les ideas intel·lectuals. [9]

- Il gusto dei primitivi. Es va escriure a Torí però va ser publicat per primera vegada a Bolonia l'any 1926 i va ser reeditat el 1972. En aquest llibre es veu reflectida la intenció política de Venturi. Es mostra en la seva autocrítica que era un seguidor de Benedetto Croce.[10]

- Pretesti di critica. És un volum publicat a Milà l'any 1929 on Venturi va recollir alguns treballs sobre la història de la crítica publicats anteriorment com per exemple: La critica d'arte e Francesco Petrarca, 1922; Gli schemi del Wölfflin, 1922; La pura visibilità e l'estetica moderna. 1922; Pietro Aretino e Giorgio Vasari, 1924.[11]

- History of Art Criticism. Va ser publicada per primera vegada als Estats Units l'any 1936 (History of Art Criticism, E.P. Dutton and Co., Nova York) i en francés l'any 1938 (Histoire de la critique d'Art, Éditions de la Connaissance, Brusel·las). Es va publicar a Itàlia, després de la guerra, a la col·lecció Giustizia e Libertà de les Edizione U de Florència. La primera edició es va fer l'any 1945 i la segona el 1948. En aquestes dos últimes edicions Lionello Venturi va ampliar i modificar l'últim capitol. Uns dies abans de morir, Lionello Venturi habia començat a recopilar i organitzar el material per una nova edició, en la qual tenia la intenció de parlar, a l'últim i el nou capítol, sobre els problemes crítics i teòrics relatius a l'art contemporani, de Picasso a Wols i Pollock.[12]

- Cézanne, son art, son oeuvre. París, 1936. [13]

- Les Archives de L'impressionisme. París, 1939.[14]

- How to look at a picture, from Giotto to Chagall. El 1945 a Nova York, Lionello Venturi, va publicar en anglés la primera redacció del llibre amb el títol Painting and Painters. How to look at a picture, from Giotto to Chagall.[15]

- Caravaggio. Roma, 1953.[13]

- Saggi di critica. Roma, 1956.[16]

- La via dell'Impressionismo. Da Manet a Cézanne. Roma, 1970.[17]